# Wolfgang Pagenstecher
Wolfgang Pagenstecher (16. března 1880 Elberfeld – 26. prosince 1953 Düsseldorf) byl německý malíř a heraldik.
Pagenstecher vytvořil mnoho znaků německých měst a obcí, také zemský znak pro Severní Porýní-Vestfálsko. Jeho sbírka obsahuje 13000 kusů znaků a pečetí a v současnosti ji uchovává Státní archiv Duisburg.

## Dílo
- Eine Instandsetzung des Inventars des Domes in Kaiserswerth im Jahre 1789, Düsseldorfer Jahrbuch 42. Düsseldorf 1940, S. 273-275.
- Burggrafen- u. Schöffensiegel von Kaiserswerth. Mit 27 Siegel- und Signettafeln, Düsseldorfer Jahrbuch 44. Düsseldorf 1947, S. 117-154.